# Füsslgraben

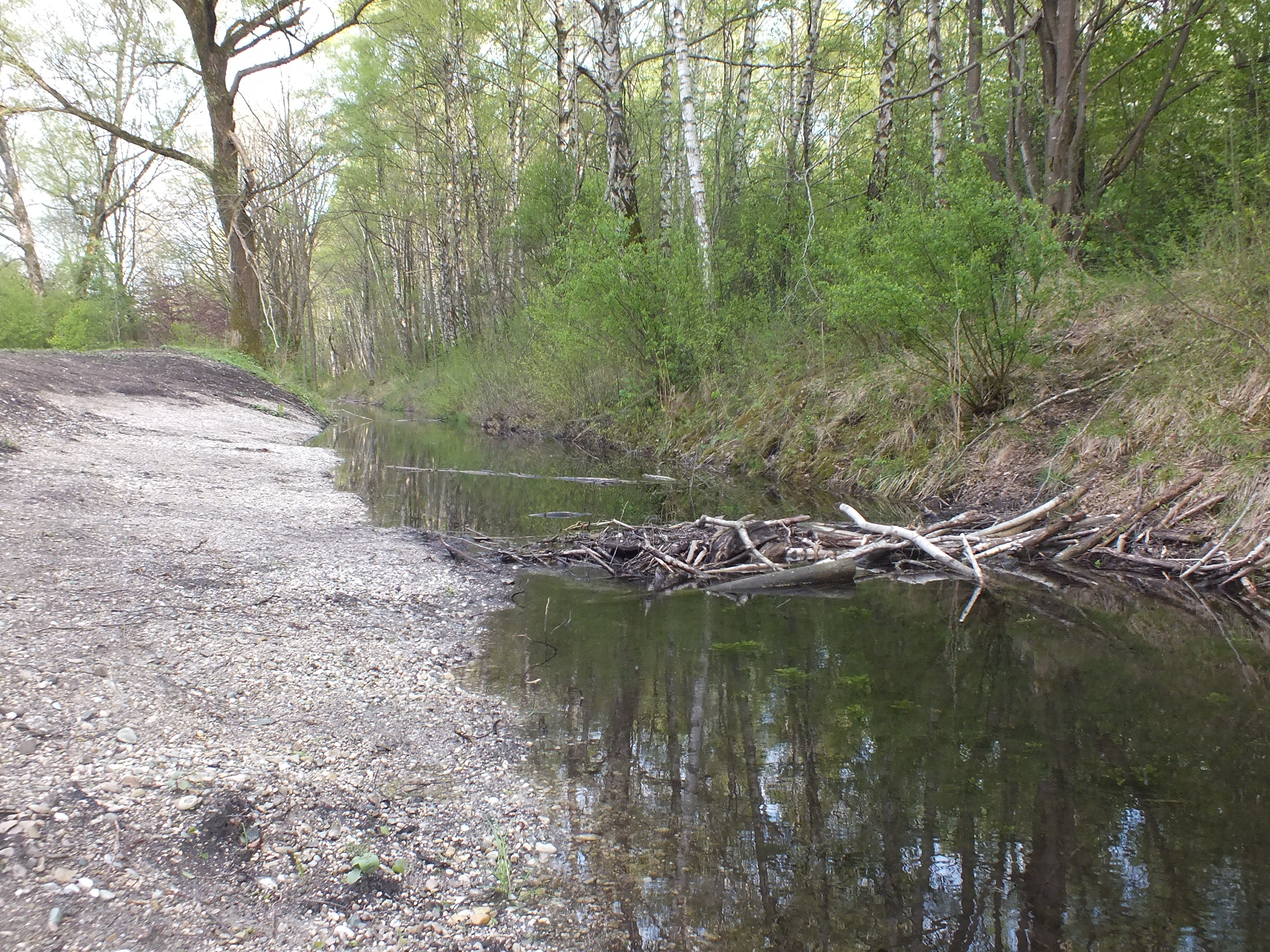
Biotopbereich am Füsslgraben

Der Füsslgraben ist ein Entwässerungskanal im Norden Münchens. Er beginnt am südlichen Ende (48° 11′ 40″ N, 11° 31′ 20″ O) der Fasanerie-Nord nahe der Feldmochinger Straße, verläuft von Ost nach West entlang des Rangierbahnhofes München Nord und mündet im Westen (48° 11′ 52″ N, 11° 30′ 19″ O) in den Reigersbach.